# 달걀과 화살

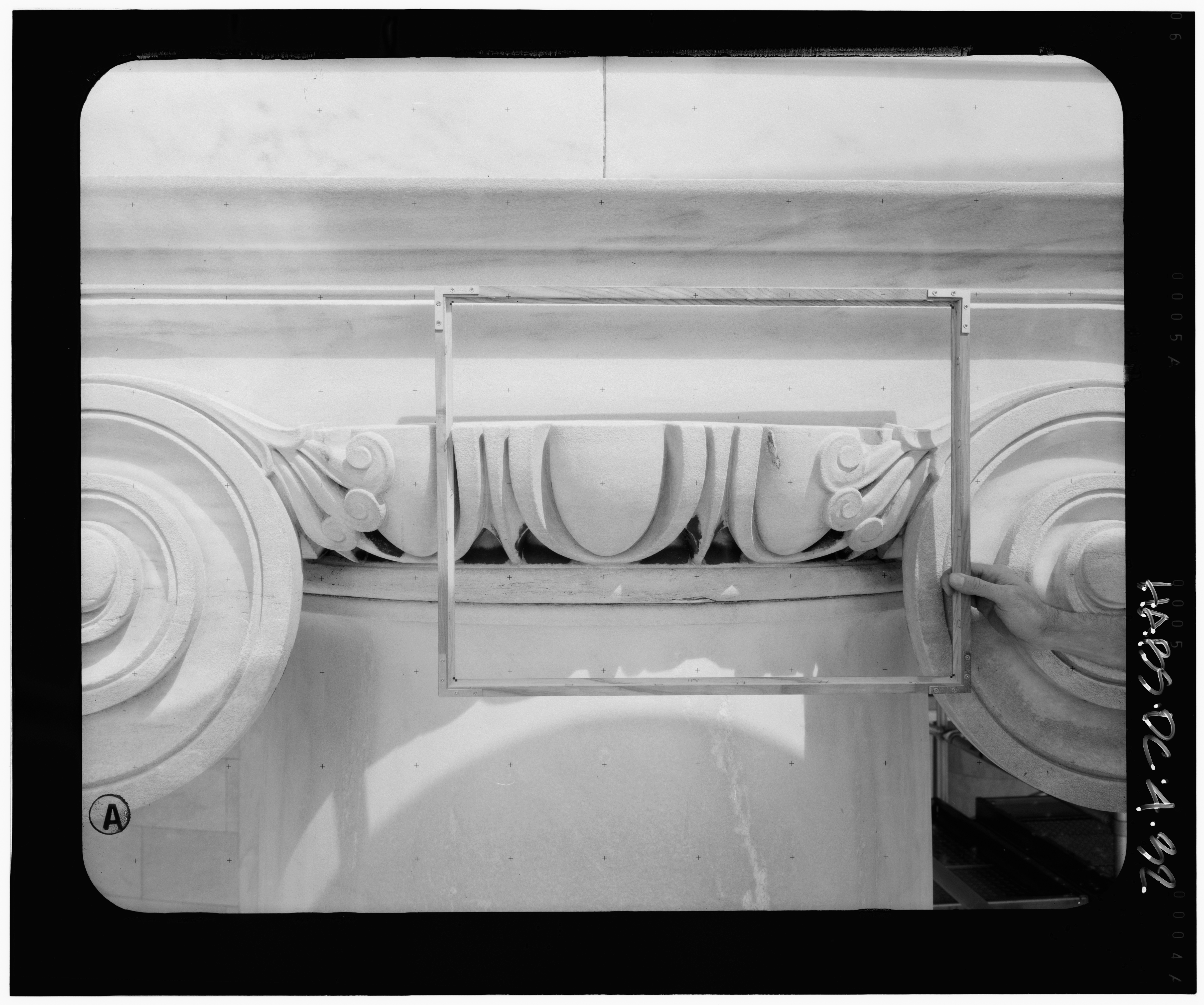
제퍼슨 기념관의 이오니아식 기둥 상단에 있는 달걀과 화살 장식

달걀과 화살(Egg-and-dart)은 달걀과 통(egg-and-tongue), 달걀과 닻(egg-and-anchor), 또는 달걀과 별(egg-and-star)로도 알려진 장식 요소로,
기본적인 사분원의 둥근 오볼로(ovolo)의 둥근 곡선 부분에 적용되어 장식적 요소를 더하는 방식이다. 이 장식은 오볼로의 표면에 교대로 배열된 디테일로 구성되며, 일반적으로 달걀 모양의 물체와 V자 형태의 요소(예: 화살 또는 닻)가 교차한다. 이 장식은 나무, 돌, 석고 또는 기타 재료로 조각되거나 제작된다.
달걀과 화살 장식은 고대 그리스 건축에서 사용되었으며 (예: 아크로폴리스의 에렉테이온), 로마 시대에도 사용되었으며, 현대 건축물의 클래식 양식에서도 장식적으로 사용된다 (예: 제퍼슨 기념관의 이오니안 기둥 상단, 부쿠레슈티의 로마니아 아테네움). 그 형태(달걀)와 톱니 모양의 잎(화살)은 양귀비와 그 잎을 나타낸다고 믿어진다. 이 장식 요소는 신고전주의 건축에서 계속 사용되고 있다. 19세기 말에서 20세기 초에는 대량 생산된 건축 모티프로, 덴틸(연속된 치아 모양의 나무 블록)과 함께 보일 때 건축물이 에드워디안 시대, 즉 1901년 빅토리아 여왕의 사망과 함께 시작된 시기로 구분될 수 있다.